# U-680
Unterseeboot 680 foi um submarino alemão do Tipo VIIC, pertencente a Kriegsmarine que atuou durante a Segunda Guerra Mundial.

## Comandantes
| Comandante      | Data                                       |
| --------------- | ------------------------------------------ |
| Oblt. Max Ulber | 21 de dezembro de 1943 - 5 de maio de 1945 |

## Subordinação
Durante o seu tempo de serviço, esteve subordinado às seguintes flotilhas:
| Período                                      | Flotilha                                   |
| -------------------------------------------- | ------------------------------------------ |
| 23 de dezembro de 1943 - 31 de julho de 1944 | 31. Unterseebootsflottille (treinamento)   |
| 1 de agosto de 1944 - 30 de setembro de 1944 | 6. Unterseebootsflottille (serviço ativo)  |
| 1 de outubro de 1944 - 5 de maio de 1945     | 11. Unterseebootsflottille (serviço ativo) |